# Immersive sim
Immersive sim (с англ. — «иммерсивный симулятор») — условно выделяемый жанр компьютерных игр, особенностью которого является высокая интерактивность игрового мира и нелинейность прохождения уровней за счёт механик игры, а не выборах в диалогах или прокачки. Immersive sim'ы поддерживают творческие способы прохождения, в том числе и не запланированные разработчиком. Это обеспечивает эффект погружения (англ. immersion) в симулируемую среду, которая адекватно и разнообразно реагирует на действия игрока. Геймплей immersive sim в большей степени является эмерджентным в противоположность другим играм, полагающимся на заскриптованные сцены и заранее спланированные разработчиками события.

## Определение
Immersive sim скорее является философским и геймдизайнерским понятием, обозначая не конкретный жанр, а логику взаимодействия игрока и виртуального мира. Иммерсивные симуляторы часто включают в себя геймплейные элементы других жанров, в том числе ролевых игр, стелс-экшнов, шутеров от первого лица и платформеров. Понятие immersive sim может быть определено как подход к дизайну компьютерных игр, в котором на основе взаимодействия игрока с виртуальным миром создается эмерджентный геймплей и ощущение погружения, присутствия игрока в виртуальном мире.    
Иммерсивные симуляторы строятся на системном подходе к взаимодействию с окружением, который не зависит от уровня или сюжетной арки. Если игра позволяет потушить огонь, вылив на него ведро воды, то она позволит это сделать игроку в любом месте, а не только там, где это требуется по сюжету; если охранники оповещают коллег о тревоге по рации, когда сталкиваются с агрессией, то они это сделают при любом столкновении; если у игрока есть крюк-кошка, позволяющая забраться на уступы, то он сможет изучать «вертикально» любой уровень. Локации иммерсивных симулятор обычно меньше, чем у игр с открытым миром, но при этом более насыщены событиями, NPC, тайными проходами, позволяя проходить игру нелинейным образом, выполняя основные и побочные задания по своему желанию и в произвольном порядке. Иммерсивные симуляторы обычно обладают реалистичной физикой и поведением искусственного интеллекта, а также механиками, которые ориентированы на творческий подход. Типичным примером может быть ситуация, когда персонаж игрока должен пройти мимо охранника: он может попытаться прокрасться, использовать паркур, обойти охрану через вентиляцию, создать отвлекающий фактор, подкупить охранников, в конце концов атаковать открыто или скрытно . Также, к примеру, в Bioshock главный герой может вживлять в себя так называемые «плазмиды», дающие способности вроде стрельбы молниями, огнем, замораживания, телекинеза. Таким образом, он может бороться с противниками, комбинируя эти возможности, используя окружение, а иногда просто наблюдая, как противники убивают друг друга. При этом, если враг оказывается подожжённым, он пытается потушить себя в ближайшем водоеме, который игрок может тут же поразить молнией; если враг ранен, он может найти станцию скорой помощи и вылечиться, но игрок может заранее взломать её таким образом, чтобы она отравила при попытке лечения любого, кроме него.  

## История использования понятия
Название immersive sim обычно связывают с именем Уоррена Спектора и разработанными при его участии играми System Shock, Thief: The Dark Project и Deus Ex. Спектор впервые использовал термин immersive sim в 2000 году в описании своей игры Deus Ex, хотя приписывал его изобретение другому своему коллеге по студии Looking Glass Studios Дагу Чёрчу. Первой игрой этого жанра считается Ultima Underworld: The Stygian Abyss. 
По словам Спектора, immersive sim должен создавать ощущение присутствия в виртуальном мире, того, что «ничто не стоит между тобой и этим другим миром». Другие разработчики immersive sim уподобляли его партии в Dungeons & Dragons с хорошим «мастером»-ведущим: игра строится на определенных правилах, но не принуждает игрока, а реагирует на те действия и решения, которые он для себя выбирает сам.. Игры такого рода предлагают игроку набор правил и механик, которые тот вправе использовать для преодоления препятствий самыми разнообразными способами. Например, игра Thief: The Dark Project (1998) давала игровому персонажу возможность выстреливать стрелами с веревкой по любой деревянной поверхности и таким образом забираться в любое место; более поздняя игра в той же серии Thief 2014 года ограничивала использование этой механики только определенными точками, предусмотренными разработчиками — таким образом, последнюю игру уже нельзя было назвать immersive sim.